# Digital Video Broadcasting

Rozšíření standardů digitálního pozemního televizního vysílání

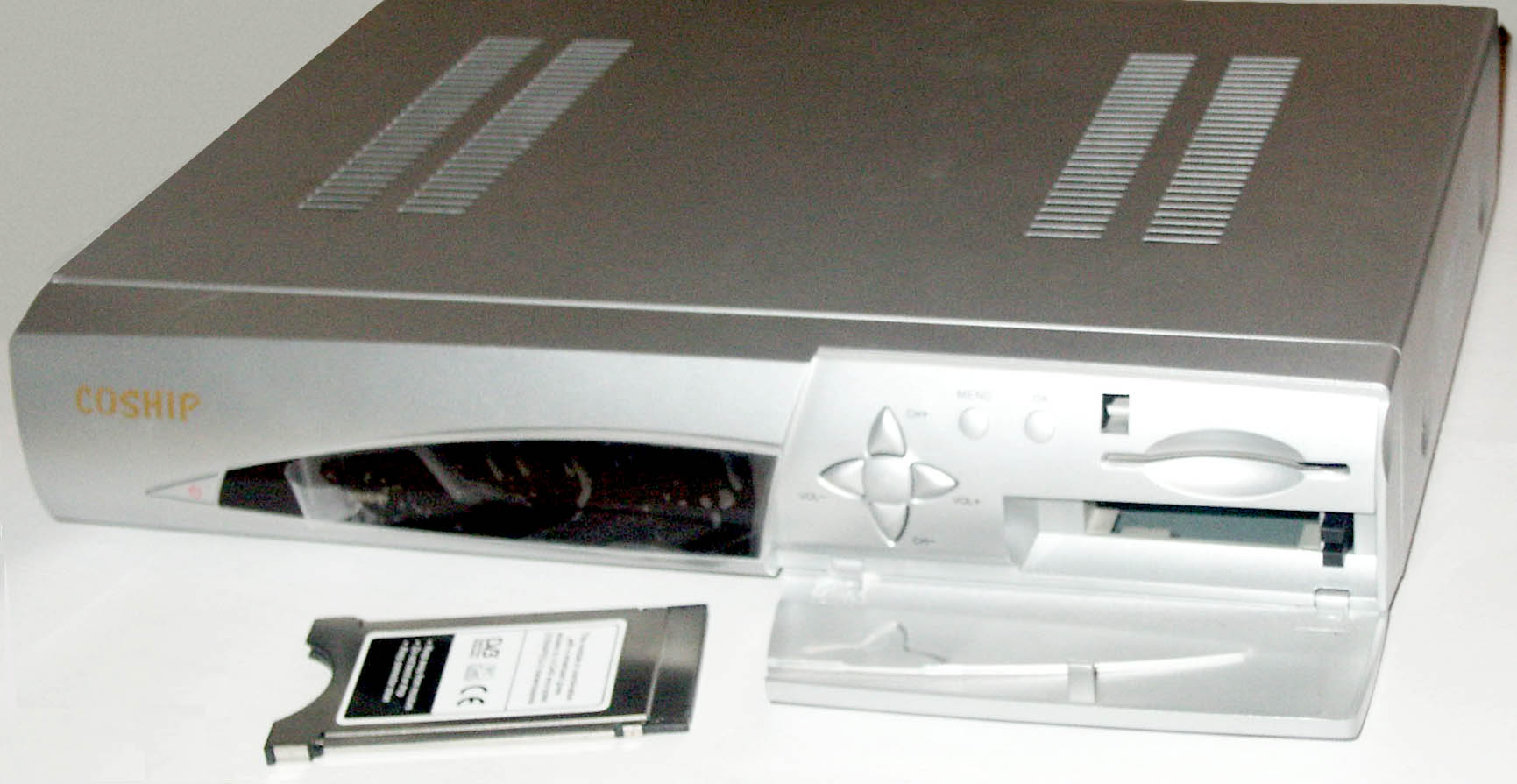
Přijímač digitální televize ve formě set-top boxu; moderní televizory mají přijímač digitální televize zabudovaný

Digital Video Broadcasting, DVB je skupina standardů digitálního televizního vysílání používaná v Evropě, Austrálii, větší části Afriky a části Asie.

## Typy digitálního televizního vysílání
Různé DVB používají různé metody kódování a komprimace obrazu, například MPEG-2 či MPEG-4.
- DVB-T (Terrestrial) pozemní digitální televizní vysílání
- DVB-T2
- DVB-S (Satellite) družicové digitální televizní vysílání
- DVB-S2
- DVB-S2X
- DVB-C (Cable) kabelové digitální televizní vysílání
- DVB-C2
- DVB-H (Handhelds) digitální televizní vysílání pro mobilní příjem
- DVB-H2
- DVB-MHP (Multimedia Home Platform) interaktivní aplikace v digitálních televizích
- DVB-SH